# 也门航空626号班机空难
也门航空626号班机是隸屬於也门航空的航班，由也门萨那国际机场起飛飛往科摩罗莫羅尼赛义德·易卜拉欣王子国际机场。該航班一架空中巴士A310-324客機于2009年6月29日21点45分起飞（UTC+3），当这架載153人的飞机于6月30日接近科摩罗赛义德·易卜拉欣王子国际机场附近时试图着陆但未成功，随后在空中作出了一个U型转弯后，在当地时间30号凌晨1点51分与莫罗尼机场失去联系，坠毁于科摩罗群岛附近海域。当时天氣狀況不佳，风速达到了每小时61公里；有目击者称飞机在坠海前冒出火焰。机上大多数为科摩罗人，没有也门乘客。最終的調查報告指出，空難是由飛行員人為錯誤所致。飛行員沒有理會電腦發出的各種警告，最终導致客機在降落時失速坠毁。

## 飞机状况
这架空中巴士A310-324于1990年建造，制造商序列号为535，使用2台普惠PW4152发动机。它已经执行飞行任务达19年3个月，累计飞行51900个小时。
- 1990年5月30日该机被法国自由航空（英语：Air Liberté）从国际租赁融资公司湿租，当时的飛機註冊編號是F-GHEJ；
- 1997年2月8日该机被转给墨西哥Aerocancun（英语：Aerocancun）航空公司，飛機註冊編號为VR-BQU；同年5月又被转租给Adorna航空，11月3日返回到Aerocancun（英语：Aerocancun）航空。
- 1998年该机被租给巴西Passaredo航空运输公司（英语：Passaredo Transportes Aéreos），飛機註冊編號为PP-PSE；
- 1999年9月，该机被租给也门航空使用。在也门航空服役期间，它共执行了约17300次航班[8]。

空客公司称，这架客机2007年接受法国民航部门检查，查出不少问题，从此它就没有在法国出现过。也门航空经营的法国经萨那至莫罗尼的航线多年来一直受到乘客批评，2008年一些乘客还在马赛成立了一家“SOS科摩罗旅行协会”，专门要求经营这一航线的航空公司改善旅行条件。 
但也门交通部长沃基尔称，在空客公司的指导下，客机在5月刚刚进行过全面的技术检修；也门航空也发表声明，称其一直严格执行国际航空公司通行标准，并对一些媒体将客机失事归结于技术故障表示不满。

## 乘客状况
该航班一共有乘客和机组人员153人，大部分是科摩罗人和前往科摩罗度假的法国人，其中一些人具有科摩罗和法国双重国籍。6月30日，也门国防部公布了部分乘客与机组人员的国籍。
乘客：
- ：54人
- 法國：26人
- 巴勒斯坦：1人
- 加拿大：1人

机组人员：
- 葉門：6人
- 摩洛哥：2人
- 衣索比亞：2人
- 印度尼西亞：1人

## 搜救
空难当日，科摩罗副总统宣布飞机残骸已经找到，并发现有遇难者的遗体和许多碎片在科摩罗群岛海域漂浮。初步调查显示，这些遗体和碎片在距莫罗尼国际机场16至17公里的海面上。科摩罗警方称，该国缺乏海上搜救能力。经过搜救，在近海救起1名12岁法国籍女童（這名女童随即被带上海岸并送往医院），此前的消息一度认为找到的是另一名5岁的女童. 唯一的幸存者是一名12岁的女孩。该女童被发现时正在一块飞机碎片上漂浮，全身赤裸。。目前已找到11具遇难者的遗体。 
两架法国军队的飞机和一艘船已开始搜索航班的幸存者，它们都是从留尼旺岛和马约特岛派来的。
法国官方称，其中一个飛航資料記錄器在7月1日已被找到，马上就能修复。